# Guerlain
Pour les articles homonymes, voir Guerlain (homonymie).
Pour l’article ayant un titre homophone, voir Guerlin.
Guerlain est un parfumeur français. La maison a été créée à Paris en 1828 par Pierre François Pascal Guerlain. Pendant cent cinquante ans, elle est restée propriété de la famille Guerlain. À la suite de son rachat en 1994, Guerlain est désormais une marque de la branche Parfums et Cosmétiques du groupe LVMH.
Guerlain est connu pour ses parfums, notamment Shalimar, Mitsouko et Guerlinade, ainsi que plus récemment La Petite Robe noire.

## Historique

### Le fondateur: Pierre François Pascal Guerlain

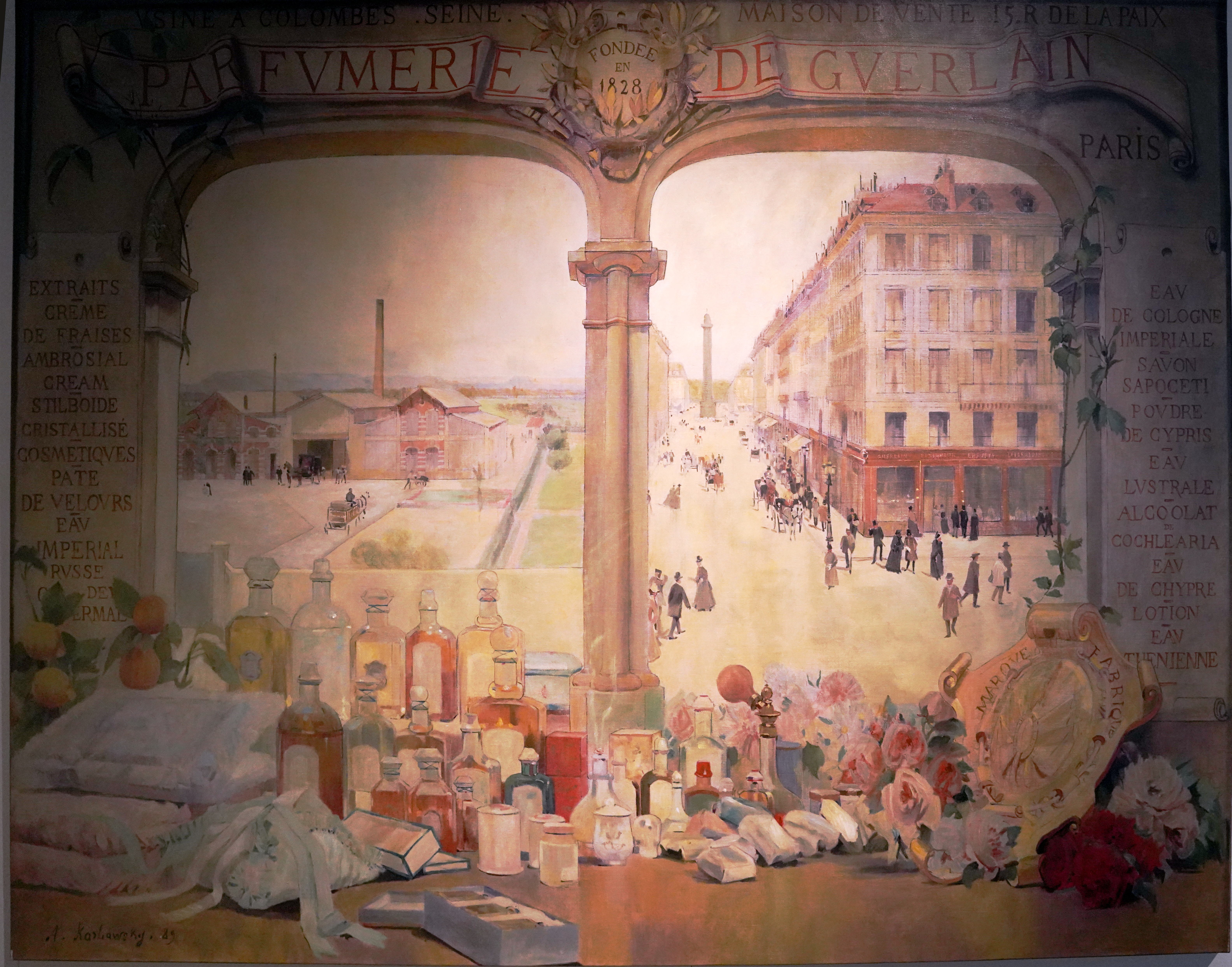
Affiche de 1889.

En 1817, Pierre François Pascal Guerlain (1798-1864), originaire d'Abbeville, annonce à ses parents qu'il souhaite s'émanciper et réaliser son rêve, devenir parfumeur à Paris. Il quitte l'épicerie familiale et s'installe à Paris où il devient commis marchand à la Maison Briard, fabricant et commerçant en parfumerie. Il se fait engager en 1822 par la société Dissey et Piver.
En 1828, après des études de médecin chimiste en Angleterre, Pierre Guerlain revient s'installer à Paris comme parfumeur vinaigrier. La même année, il crée la parfumerie Guerlain, sous la forme d'une boutique au rez-de-chaussée de l'hôtel Meurice, no 228 rue de Rivoli à Paris. Il fait inscrire sur le fronton de sa fabrique sa devise : « Faites de bons produits, ne trichez jamais sur la qualité, ayez des idées simples et appliquez-les scrupuleusement ». Il y confectionne et vend des sapoceti — savons au blanc de baleine parfumés aux essences naturelles. Il lance en 1836 pour le maquillage l'un des premiers rouges à lèvres appelé Automatisme.
Il s'adonne également à ses activités de parfumeur en proposant ses premières eaux de toilette comme Senteurs des Champs et Bouquet du Jardin du Roi. Il importe des lotions d'Angleterre, des crèmes de soin de la peau, comme son Blanc de perles, censé éclaircir le teint de la peau, une crème liquéfiée de graisse d'ours et une crème de rose aux limaçons. S'y ajouteront des poudres (1830), des fards à joues dont Roselip, premier fard solide présenté dans un pot en porcelaine, et un extrait de rose liquide pour les lèvres. La mode étant également aux produits d'hygiène, Guerlain élabore un baume destiné à protéger les seins des nourrices, baume qu'il nomme Baume de la Ferté et dont l'usage sera détourné au cours du XXe siècle, puisqu'il sera utilisé pour redonner de la souplesse aux lèvres.

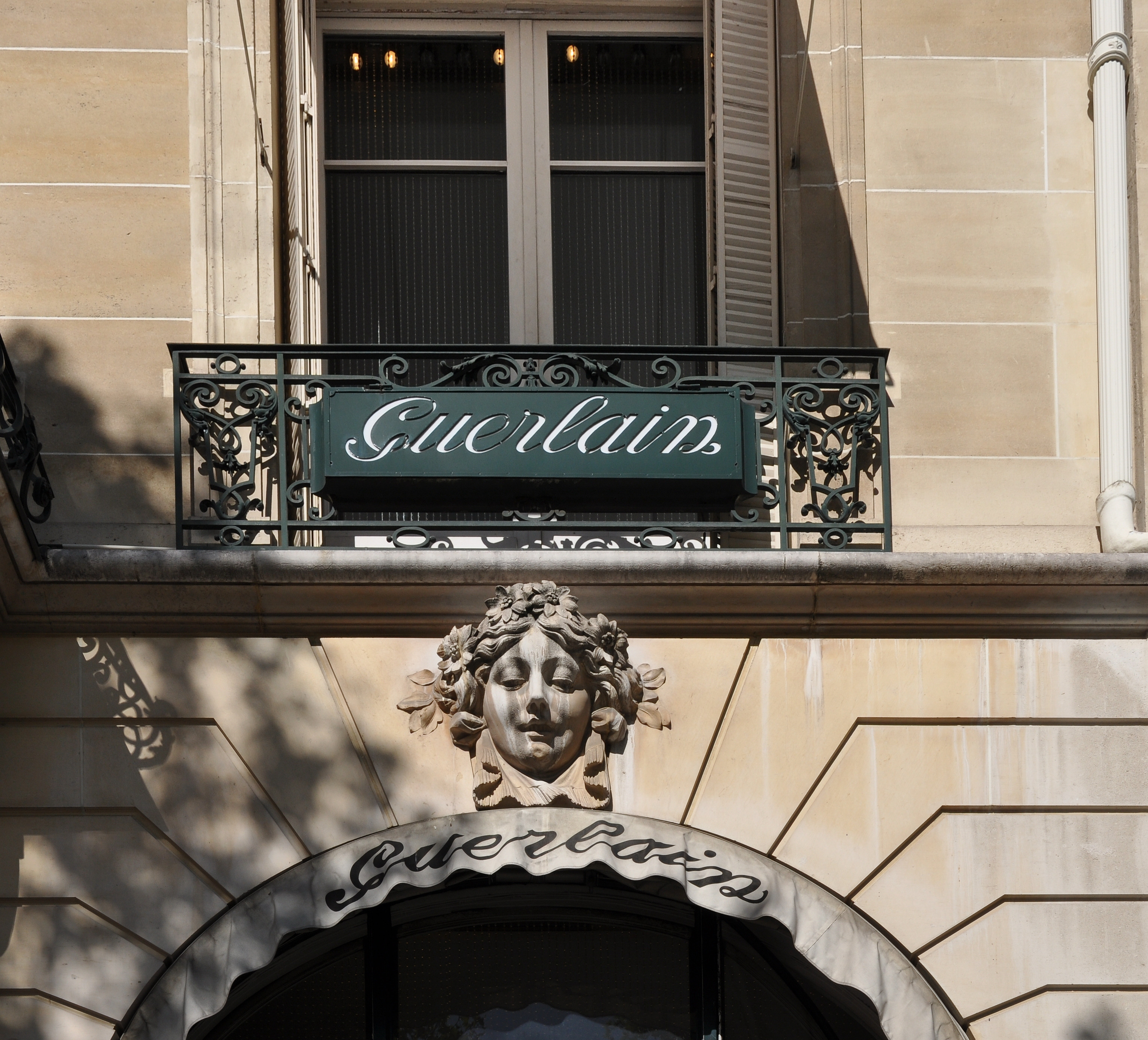
Détail de la porte de la boutique du 68 avenue des Champs-Élysées à Paris.

Il se forge une clientèle parmi les célébrités et l'aristocratie, de la marquise de Girardin à Lord Seymour. Il est connu pour personnaliser une fragrance à l'image d'une personnalité ou d'une atmosphère ; les clients lui demandent de créer des parfums inédits, et Honoré de Balzac lui commande une eau de toilette alors qu'il s'apprête à écrire César Birotteau.
La particularité de Guerlain résidera aussi dans l'utilisation de flacons griffés Baccarat ou des artisans verriers de la vallée de la Bresle.
Il développe ensuite ses produits de soins et crée dès 1840 des crèmes aux propriétés protectrices et adoucissantes comme Crème de Concombres ou Serkis des Sultanes. Son produit phare, Crème de Fraise, est utilisé par Elisabeth d'Autriche, alias Sissi.
Pour la production, qui nécessite un grand espace et une quantité d'eau suffisante, Guerlain acquiert en 1858 auprès des notables Ménelotte et Fermé des terrains situés le long du chemin de fer Paris-Argenteuil. Le site, alors lieu-dit du parc Saint-Hilaire, correspond à l'emplacement des 16-23 avenue Ménelotte à Colombes. Il abrite la nouvelle fabrique, une distillerie, un atelier et une remise. Un jardin d'arbres fruitiers jouxte les installations ainsi qu'une maison de maitre sur la parcelle opposée. Attribuée à l'architecte Théophile Raban, elle est typique des édifices bourgeois du Second Empire et daterait de 1863-1864.
En 1842, Guerlain déménage et s'implante au 15 rue de la Paix. À cette période, la boutique se développe et de nouvelles fragrances sont produites. Guerlain crée Parfum Impérial, Bouquet de l'Impératrice, Bouquet Napoléon. Le prince de Galles, la reine des Belges, ou encore la duchesse de Berry deviennent des clients de la maison. Outre les fragrances, les onguents continuent de se développer, comme les Laits d'Iris ou de Concombres ou la Pâte d'Amande au Miel. Guerlain innove dans le domaine du maquillage : prenant le khôl pour modèle, il crée La Pyrommée, qui permet de souligner les yeux quand jusqu'ici l'on se contentait de peindre les lèvres et d'illuminer le teint.
1853 marque la création de l'Eau de Cologne Impériale, Composée spécialement pour l'Impératrice Eugénie, épouse de Napoléon III, elle valut à son créateur le titre de "Parfumeur breveté de sa Majesté". C'est l'un des grands classiques de la maison vendu dans un flacon aux 69 abeilles, symbolisant l'empire, dorées à l'or fin avec une étiquette verte.

### La période Gabriel et Aimé Guerlain

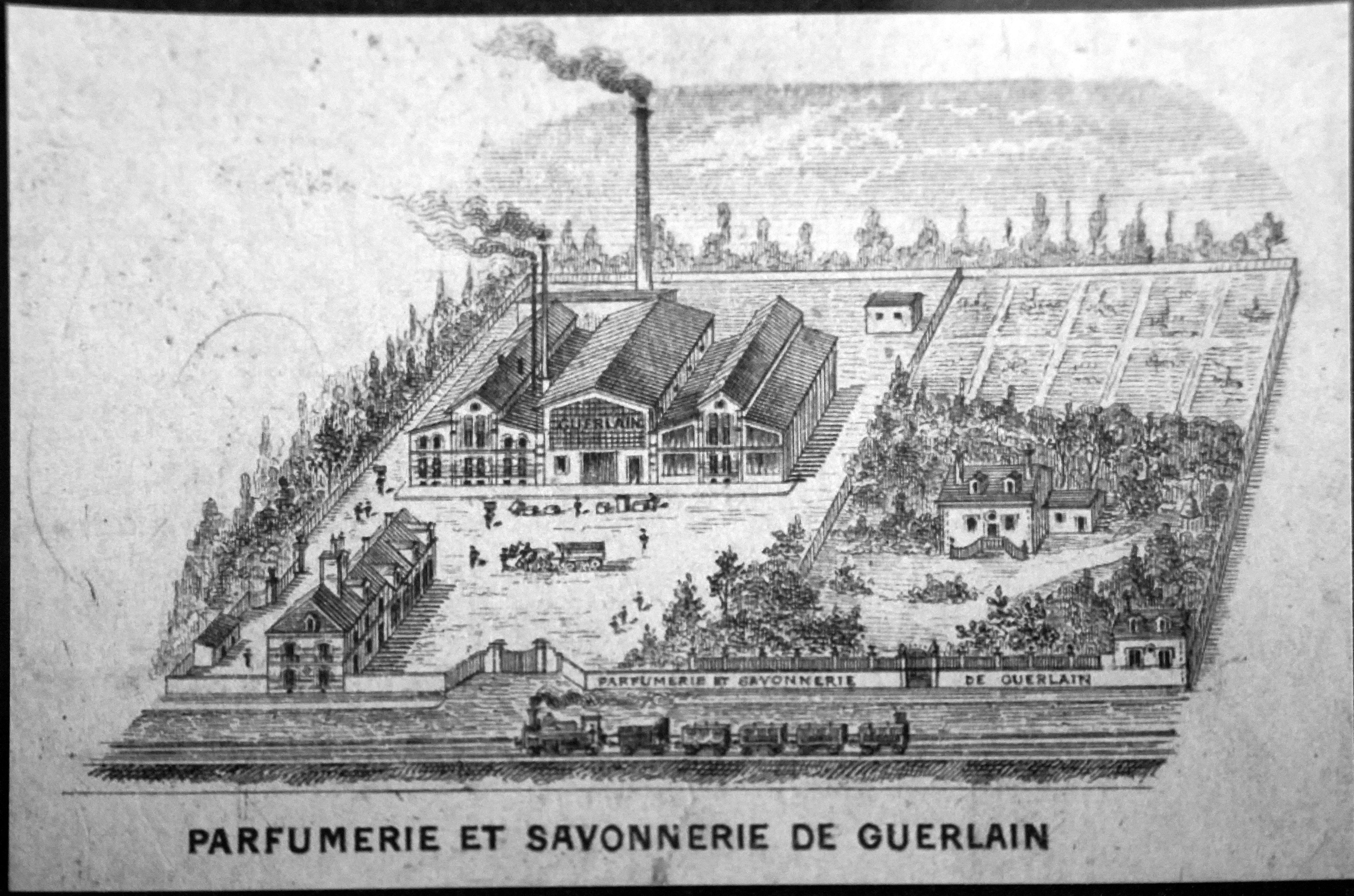
Savonnerie Guerlain à Colombes.

À la mort de Pierre Guerlain en 1864, ses fils Gabriel et Aimé reprennent la succession. Gabriel dirige et Aimé crée les jus. En 1870, c'est la création de Camphora, crème de soin et Ne m'oubliez pas, le premier bâton de rouge à lèvres en tube élaboré à partir de cire à bougie parfumée. L'idée est venue d'un cousin qui fabriquait des bougies. 1880 voit la création de la première poudre compacte. Le rouge à lèvres y est présenté dans un étui avec poussette et rechargeable[réf. nécessaire].
Guerlain devient le parfumeur attitré des cours d'Europe, notamment de Victoria d'Angleterre ou de la reine Isabelle d'Espagne.
Dès les années 1870, le site colombien n'est plus adapté. L'élévation de la nappe phréatique génère des inondations dans les caves et l'absence de gare de marchandises complique l'acheminement des produits. A partir de 1883, Aimé vend ses parcelles et en 1893 la fabrique est délocalisée au sud de la ville dans le quartier de Bécon.
À la fin du XIXe siècle, Aimé Guerlain donne naissance à de nombreuses fragrances, dont l'une marquera l'histoire du parfum : il s'agit de Jicky (parfum basé sur l'émotion issue du souvenir d'une rencontre avec une jeune femme anglaise), créé en 1889, composé de fragrances de bois associées à d'autres aromates comme la lavande, l'iris, la coumarine à odeur de foin, et des baumes. Il est le premier parfum à utiliser des produits de synthèse dans sa composition. Il utilise également une fragrance animale issue des glandes anales de la civette, un petit félin, ce qui à l'époque choque les femmes.

### Jacques Guerlain

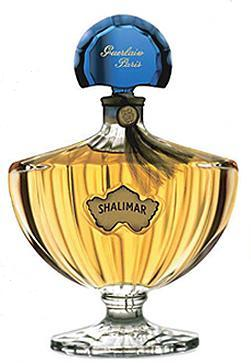
Flacon de Shalimar.

Jacques Guerlain entre dans l'entreprise familiale en 1894. En 1897, il assume la copropriété de la société familiale avec son frère Pierre et leur père Gabriel.
En 1904, est créé Secret de Bonne Femme, une crème hydratante, de longue conservation, mais qui ne supporte pas les voyages en avion. Sa commercialisation se prolonge jusque dans les années 1990.
À la même époque, vers 1906, Jacques Guerlain qui est formé par son oncle, compose Après l'Ondée, L'Heure Bleue en 1912, et les années qui suivront seront marquées par la venue de nouvelles fragrances telles que Quand vient l'été…, Pour Troubler, Vague Souvenir, ou encore Mi-Mai, et Mitsouko en 1919, baptisée en référence à une héroïne du roman La Bataille, de l'ami du créateur, Claude Farrère.
Dans les années 1920 Jacques Guerlain crée les fragrances Jasmin, Bouquet de Faune et Candide Effluve, le Khôl Lynx, les rouges à lèvres Rose Lip Bengale ou Rouge d'Enfer, connu pour sa tenue indélébile et son design.
Shalimar marque l'année 1921 : à base de Guerlinade — un composé de baumes, d'iris et de vanille —, la fragrance est créée en hommage à la princesse hindoue, Mumtaz Mahal pour laquelle son époux fit construire le Taj Mahal. Le nouveau parfum est présenté en 1925 lors de l'Exposition internationale des Arts décoratifs et industriels modernes de Paris, au Grand Palais. Dès 1926, Guerlain procède à l'implantation de filiales à Berlin et à New York.
En 1933, alors que les pilotes tels que Mermoz ou Saint-Exupéry effectuent des traversées qui marquent l'histoire de l'aviation, Jacques Guerlain crée Vol de Nuit, qu'il baptise du même nom que le roman de Saint-Exupéry. En 1935, il décide d'ouvrir une troisième boutique place Vendôme, après celle des Champs-Élysées en 1912.
Les années 1930 sont marquées par le lancement d'une série de rouges à lèvres : Vega, Rouge automatique, ou Nouveau Rouge. Le souci de l'hydratation débouche sur la mise au point d'une nouvelle Crème au Citron tandis que la mode du teint hâlé conduit à la création de Teint Doré par le Soleil.

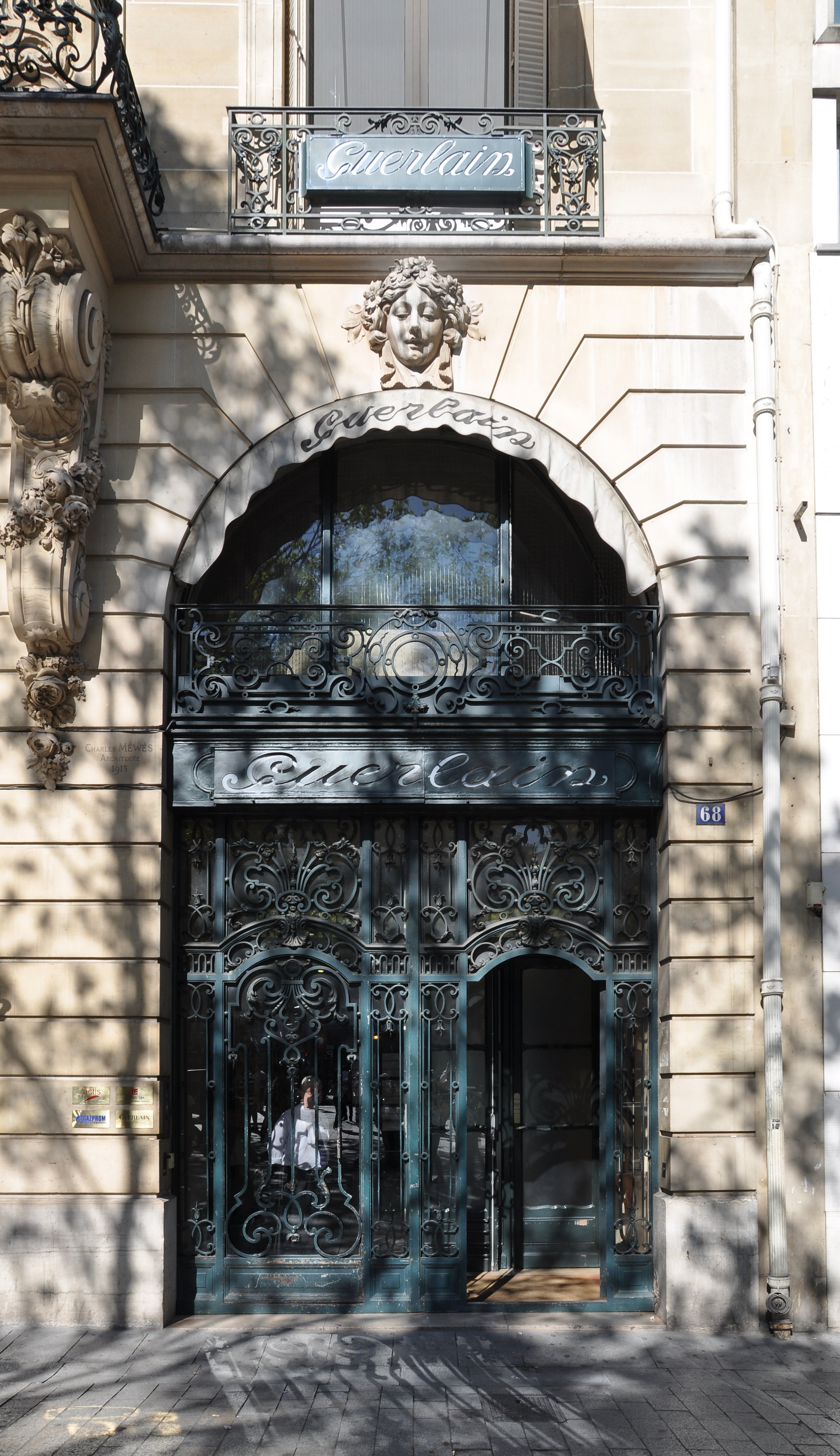
Boutique Guerlain au 68 avenue des Champs-Élysées à Paris.

L'ouverture d'un institut de beauté a lieu en 1939 au 68 avenue des Champs-Élysées, pour l'élaboration duquel ont travaillé Jean-Michel Frank, Christian Bérard et Diego Giacometti. Le lieu sera inscrit aux monuments historiques en 1991. Dans les années 1940 Jacques Guerlain conçoit Crémaliment un hydratant, Émulsion d'Ambroisie, un sérum et Visage de Nuée, poudre pour le teint.
Le parfum Vétiver, parfum pour hommes, est créé en 1956 par Jean-Paul Guerlain en réponse à l'absence de compositions masculines, et est commercialisé en 1959. À Vétiver succède le parfum féminin Chant d'Arômes en 1962. En 1967, la maison complète sa gamme de produits pour les yeux et lance le mascara Golden Cilpen, puis Base de Maquillage Hydratante ou Matfilm qui sont censés unifier le teint sans le dessécher. 1965 voit le lancement d'Habit Rouge, évocateur du monde de l'équitation.
En 1965, Guerlain crée une nouvelle boutique au 29 rue de Sèvres. En 1969 Guerlain crée Chamade, un floral qui utilise le bourgeon de cassis pour la première fois en parfumerie. En 1973, Jean-Paul Guerlain compose l'Eau de Guerlain puis Parure en 1975.
Les années 1980 sont marquées par l’arrivée des parfums Nahema et Jardins de Bagatelle, ainsi que des produits anti-vieillissement avec les lignes Evolution et Issima et les "Météorites", des billes de couleurs différentes, censées sublimer le teint. En 1984 est lancée la poudre Terracotta, première ligne de poudres, gloss et fards à joue. Rouge Bicolore apparaît en 1986, proposant deux teintes identiques ou en harmonie. En 1989, Samsara allie le jasmin, la rose et le bois de santal.

### Période Jean-Paul Guerlain et rachat par LVMH
En 1992, Jean-Paul Guerlain prend la direction de Guerlain. En 1994, le groupe de luxe LVMH rachète la maison.

En 2005, la maison Guerlain des Champs-Élysées est rouverte après travaux par la décoratrice Andrée Putman et l'architecte Maxime d'Angeac. Au centre, trône un lustre gigantesque dessiné par Philippe Montels pour Andrée Putman et enchâssé dans l'orgue à parfums. Le lancement des parfums Les Quatre Saisons, signés Jean-Paul Guerlain, pour célébrer les 180 ans de la maison Guerlain est réalisé en 2008. En mai 2008, Thierry Wasser devient le nouveau parfumeur de la maison. Delphine Jelk le rejoindra plus tard.
Le parfum La Petite Robe Noire est créé par Delphine Jelk (reprenant le flacon du parfum L'Heure Bleue). Une nouvelle version du parfum La Petite Robe Noire sort en 2012.
En janvier 2024, Guerlain sort la crème « Orchidée Impériale Gold Nobile » dont le plan marketing reprend des éléments de langage pseudo-scientifiques, avec notamment la référence au « quantique »,,. Raillée sur les réseaux sociaux — notamment après la sortie d'une vidéo du vidéaste G Milgram —, le 5 janvier, la marque supprime toute référence à une « technologie quantique » sur le site web faisant la promotion de cette crème.

## Présentation économique et sociale

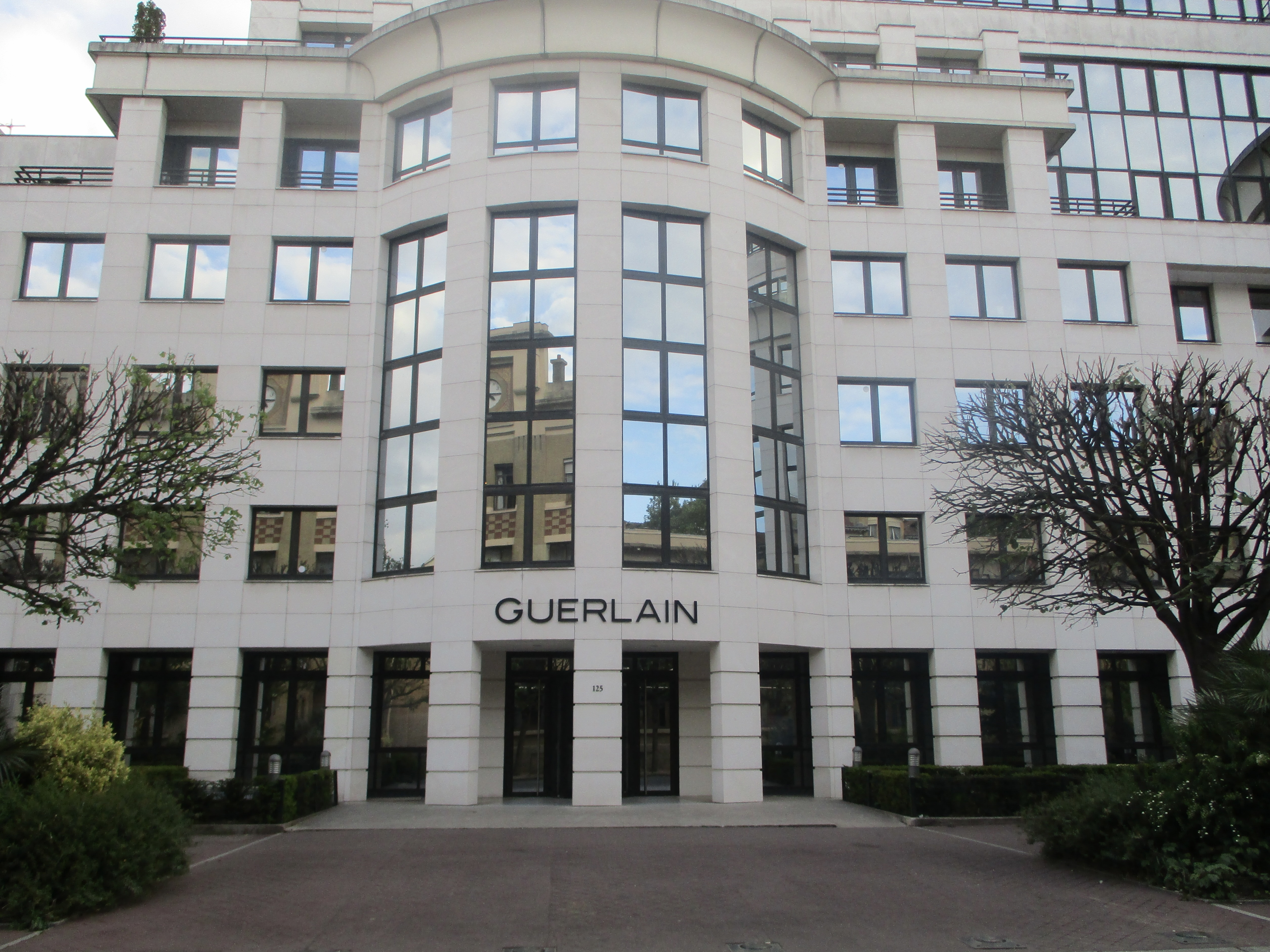
Ancien siège social de la société à Levallois-Perret.

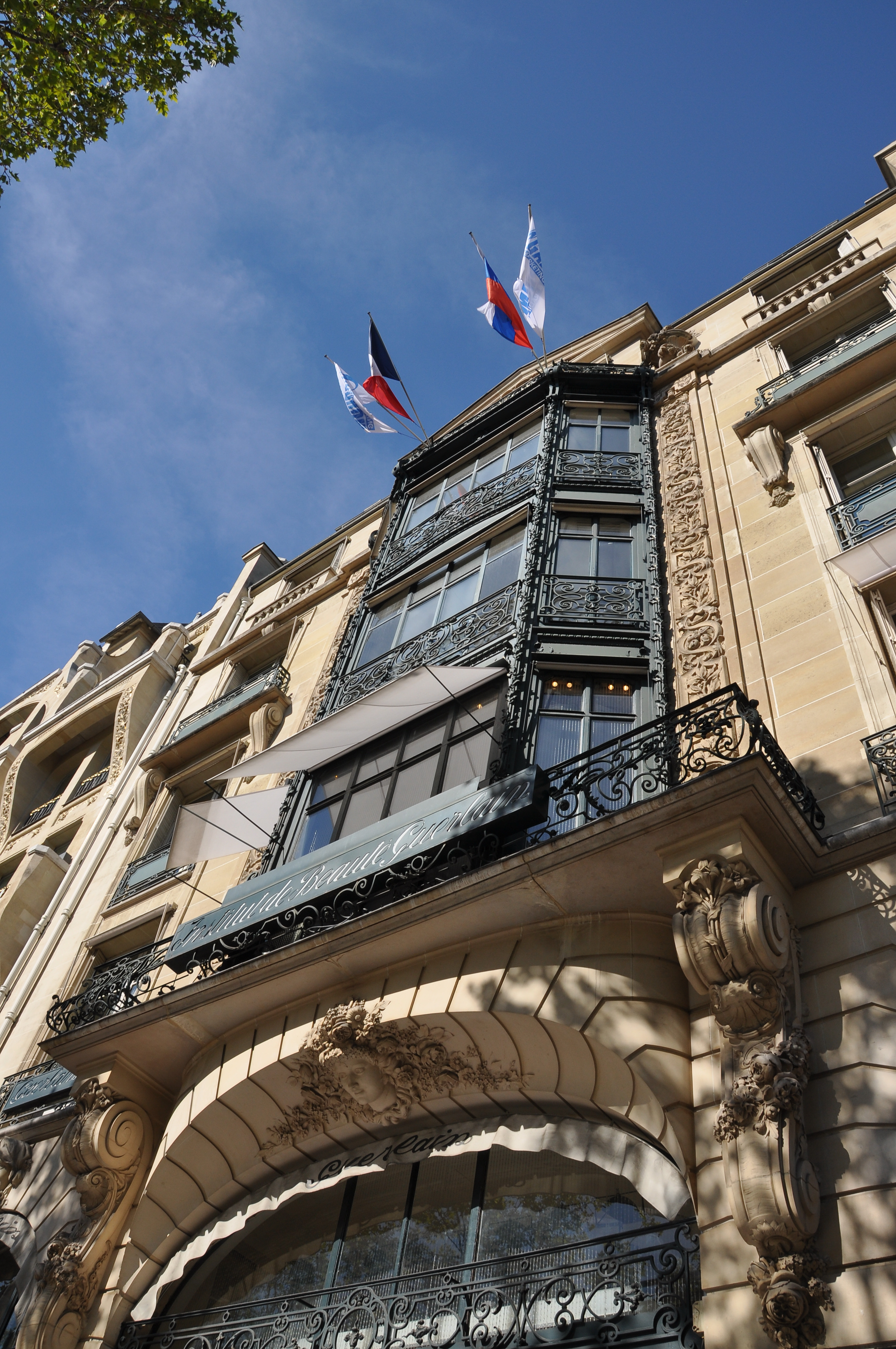
Siège social au 68, avenue des Champs-Élysées à Paris.

Jusqu'en 2021, les bureaux d'affaire de la société étaient basés à Levallois-Perret. Le siège social de Guerlain est désormais depuis au 23, rue de la Monnaie, dans les locaux de la Samaritaine, à Paris. Dans le monde, Guerlain possède 24 filiales diverses, et emploie plus de 2800 collaborateurs.
La société Guerlain possède un site de production de parfums à Orphin dans les Yvelines (environ 150 salariés) et une usine de cosmétiques à Chartres en Eure-et-Loir (environ 400 salariés).
Le chiffre d'affaires de Guerlain, filiale contrôlée à 100 % par le groupe LVMH, ne repose pas que sur la vente des parfums. 39 % du chiffre d'affaires est relatif à la vente de parfum, 30 % du chiffre d'affaires correspond à des ventes de produits de maquillage et 27 % est engendré par les produits soins. La France représente 26 % des ventes, le reste de l'Europe 24 %, l'Asie 22 % et le continent américain environ 7 %[Quand ?][réf. souhaitée].
Les produits Guerlain sont disponibles dans 19 000 points de vente dans le monde. La société Guerlain possède également 17 spas.

## Affaires judiciaires
En 2002, Guerlain est contrôlé par l’inspection du travail pour les conditions de ses employés à Mayotte, un centre d’une vingtaine d'hectares qui produit la moitié de ses exportations de l’essence d'ylang-ylang et emploie 500 petits producteurs. L'inspection du travail lui reproche notamment l’emploi de travailleurs clandestins et exige que ses employés aient des contrats de travail et des fiches de paie. Guerlain vend sa propriété de Mayotte, licencie le personnel et s’installe sur l’île voisine d’Anjouan.
En 2007, la société Daytona, cabinet de recrutement pour la société Guerlain, comparaît devant le tribunal correctionnel de Nanterre dans ce qui constitue en France le premier procès pour fichage ethnique. Selon un rapport du 4 novembre 2009 consacré au fichage ethnique par SOS Racisme, alors que la catégorie 1, dite « pure white », constitue 50 % de la base de données des salariés vacataires de Daytona, 95 % des personnes recrutées pour la société Guerlain à travers Daytona sont issues de cette catégorie. Guerlain est dénoncé par certains salariés comme donneur d’ordre de discriminations.
En 2010, à la suite des propos controversés de l'ancien parfumeur Jean-Paul Guerlain lors du journal de 13 h de la chaîne de télévision publique France 2, la société Guerlain est indemnisée à hauteur de 300 000 euros par son assureur Axa au titre du préjudice lié à des dommages, des pertes d'exploitation de plusieurs boutiques et à la fermeture de certaines d'entre elles.

## Parfumeurs
- Pierre François Guerlain (1798-1864) : le fondateur en 1828.
- Aimé Guerlain (1834-1910), son fils aîné.
- Gabriel Guerlain (1841-1933), son fils cadet.
- Pierre Gabriel Guerlain (1872-1961), fils aîné de Gabriel, cinq enfants.
- Jacques Guerlain (1874-1963), fils cadet de Gabriel.
- Jean-Jacques Guerlain (1906-1997), son fils.
- Jean-Paul Guerlain (né en 1937), son fils.
- Thierry Wasser.
- Delphine Jelk

## Dans la culture

### Musique
- Kery James évoque le parfumeur dans sa chanson Musique nègre (2016) : « Depuis le bruit et l'odeur je sens que je dérange la France/Je fais un tour chez Guerlain, je mets du parfum de violence ».

## Voir aussi

Ancien logo de Guerlain.

### Filmographie
- Guerlain L'enchanteur, documentaire (52 min) de V. Bonnet-Nora et É. Barillé (production VF Films) diffusé par France 5